# Castanopsis ridleyi
Castanopsis ridleyi är en bokväxtart som beskrevs av James Sykes Gamble. Castanopsis ridleyi ingår i släktet Castanopsis och familjen bokväxter. Inga underarter finns listade.